# 쟈크와 래미
쟈크와 래미(Zac and Lemi)는 대한민국의 혼성 가요 그룹이다.

## 구성원
- 쟈크(Zac)
  - 본명: 박지민
  - 역할: 보컬, 작사, 작곡, 프로듀서
  - 제이엠엔터테인먼트대표

## 결성 과정
1. 쟈크와 래미는 리더인 박지민의 주도로 탄생하였다. 박지민은 록 그룹, 포지션의 1집에서 베이스시스트로 활동하였다. 이후 솔로 앨범 too late을 류지민으로 발매하였고 솔로2집 녹음준비중에 , 미국 유학중인 박정혜를 만나 듀엣을 결성하였다.[1]
2. 2005년 1월 《O2》라는 팀명으로 1집을 발매하였고, 2008년에 2집을 발매하면서 팀명을 "쟈크와 래미"로 변경하였다[2]

## 앨범 목록

### 정규 앨범
- - 1집 The story of Zac & Lemi
  - 2집 사랑 그리고...사랑

### 미니 앨범
- - 쟈크와 래미 이야기 2
  - 사랑하나요
  - 여름아